# Nier Reincarnation
Nier Reincarnation (ニーア リィンカーネーション, Nīa Ryinkānēshon) é um jogo eletrônico de RPG desenvolvido pela Applibot e publicado pela Square Enix. Foi lançado em fevereiro de 2021 no Japão e mundialmente em julho para dispositivos Android e iOS. O título é uma sequência de Nier e Nier: Automata, sendo um derivado da série Drakengard. A história se passa milhares de anos no futuro em um local conhecido como A Jaula, seguindo a jornada de uma menina sem memórias que é acompanhada por uma criatura chamada Mama. No caminho, as duas encontram um monstro que se alimenta dos sonhos de humanos.
O objetivo de projeto de Reincarnation era a criação de um jogo para dispositivos móveis com gráficos comparáveis a títulos de console, com sua jogabilidade e estilo visual tirando inspiração de Automata. A música foi influenciada por uma temática de "nostalgia" e não incorporou composições de jogos anteriores. Sua equipe de desenvolvimento contou com o retorno de alguns veteranos da franquia. Seu lançamento foi precedido por períodos de testes tanto para a estreia japonesa quanto para a mundial. O jogo teve uma recepção mista para negativa, que elogiou sua narrativa mas criticou suas mecânicas de monetização.

## Jogabilidade

Um combate em Reincarnation dentro de uma das Histórias de Armas

Nier Reincarnation é um RPG eletrônico em que o jogador pode explorar diferentes ambientes na companhia de criaturas semelhantes a fantasmas. Durante esta exploração é possível encontrar estátuas chamadas Espantalhos que concedem e aprimoram armas que são usadas para enfrentar inimigos em memórias desbloqueadas. Estas memórias são chamadas de Histórias de Armas, em que o jogador revive memórias daqueles que tiveram alguma relação com a arma a partir de uma perspectiva lateral e com visuais e narrativas semelhantes a livros de contos.
As batalhas em Reincarnation ocorrem em tempo real dentro das memórias com um grupo de até três personagens, com ataques especializados podendo ser usados ao pressionar ícones na tela assim que estiverem totalmente carregados. Os combates podem ser realizados manualmente ou completados por meio de uma função de automatização de confrontos. Os personagens principais da narrativa estão presentes no jogo desde o princípio, porém outras variações de personagens e armas são obtidas através de uma mecânica de loot boxes. Versões mais difíceis e opcionais das batalhas são desbloqueadas assim que as narrativas são finalizadas.

## Enredo
Nier Reincarnation se passa no mesmo universo que seus predecessores Nier e Nier: Automata. A história se passa durante uma época não-especificada dentro de uma área infinita de torres chamada apenas de A Jaula. O jogador assume o controle de uma menina sem voz e memórias que é guiada pela Jaula por uma criatura semelhante a um fantasma chamada Mama. Em diversos momentos as duas encontram uma fera chamada de Monstro Negro, que age de forma hostil mas também brincalhona. A menina acaba por viver as memórias do Monstro Negro durante sua última jornada, ficando gradualmente mais fraca. O monstro pertence a uma espécie da Jaula que se alimenta de sonhos humanos e almeja se tornar um humano. É revelado que o Monstro Negro consumiu os sonhos da menina e acabou trocando de forma com ela, com o monstro encontrado até então tendo sido a menina. O Monstro Negro, ao ser confrontado com a verdade, pede para Mama para que a menina volte a ser humana.
É então mostrado que quatro meses antes, o Monstro Negro, cujo nome verdadeiro é Leviana, conheceu a menina, que se chama Fio. Levania, acompanhado por um ser também parecido com fantasma chamado de Portador, purifica memórias dentro da Jaula e ao final de cada purificação consome os sonhos de Fio, algo que esta encoraja. Levania é inicialmente frio com Fio, porém gradualmente passa a se importar com ela. Levania acaba por ser enganado pelo Portador a absorver todos os sonhos de Fio, o que faz a menina morrer de forma trágica e solitária. Os corpos dos dois são trocados. O Portador acaba derrotado por Levania, que por sua vez é encontrado por Mama. Suas memórias são restauradas e Levania reencontra Fio, conseguindo reverter a transformação mesmo a menina não desejando retornar para sua forma humana.

## Desenvolvimento
Nier Reincarnation foi desenvolvido pela Applibot e publicado pela Square Enix. Yoko Taro atuou como diretor de criação e Yosuke Saito da Square Enix foi o produtor executivo. Daichi Matsukawa da Applibot trabalhou como co-diretor junto com Yoko. Os personagens principais foram desenhados por Akihiko Yoshida, enquanto as artes conceituais e de fundo foram criadas por Kazuma Koda. O codinome do jogo durante sua produção foi "Dark". O objetivo da equipe era criar um título ambicioso para dispositivos móveis com gráficos tridimensionais comparáveis a jogos de consoles. A jogabilidade foi projetada para parecer que era algo tirado de Automata sendo jogado automaticamente. Matsukawa achava controles de celulares difíceis de usar, assim a interface foi simplificada o máximo possível. As seções de tiros foram inspiradas pela mecânica de hackeamento de Automata, tendo sido incluídas pela insistência de Matsukawa. A paleta de cores lavadas foi escolhida pois se encaixava com a estética geral dos jogos Nier.
Apesar do jogo se passar no mesmo universo que Nier e Automata, Yoko queria criar um título que fosse separado de seus predecessores para que assim pudesse ser aproveitado por novatos. Yoko, diferentemente dos outros jogos, não assumiu um papel principal na criação da narrativa. Em vez disso, havia um time de roteiristas, com a função de Yoko sendo pegar suas ideias e criar um enredo coerente a partir delas. Os roteiristas foram liderados por Yuki Matsuo, que atuou sob a direção de Yoko. As seções de histórias paralelas usam uma perspectiva lateral e um estilo visual de livro de contos que foi inspirado no teatro kamishibai. O papel de Mama como companheira foi comparado aos Grimórios de Nier e aos Pods de Automata. Os vários protagonistas e a estrutura da narrativa foram baseados na progressão do jogo Puzzle & Dragons.
A trilha sonora de Reincarnation foi composta por Keiichi Okabe, que também tinha trabalhado nos dois títulos anteriores de Nier. Okabe contribuiu com aproximadamente vinte faixas, todas completamente originais e sem incorporar composições ouvidas em Nier ou Automata. Yoko especificamente pediu para que cada música cobrisse diversos estilos musicais, mas que ao mesmo tempo mantivesse a atmosfera estabelecida previamente na franquia. Segundo Okabe, o estilo musical geral foi influenciado pela atmosfera "nostálgica" de Reincarnation, criando assim um clima que ele comparou a contos de fadas. A trilha sonora foi pensada para ser mais "suave", em vez de possuir melodias mais marcantes. Um álbum com a trilha sonora foi lançado em 21 de abril de 2021 e continha dezoito faixas, treze compostas por Okabe e cinco por Shotaro Seo.

## Lançamento
Nier Reincarnation foi anunciado em 29 de março de 2020. Um teste beta fechado foi realizado no Japão entre julho e agosto do mesmo ano. Pré-cadastros para o jogo foram abertos em setembro. Seu lançamento estava originalmente previsto para o fim de 2020, porém em dezembro a Square Enix adiou sua estreia para a primeira metade de 2021. Dublagens para as seções de história ainda eram algo incerto depois do beta, porém a resposta dos jogadores persuadiram a equipe a incluir uma dublagem mesmo com as dificuldades técnicas que isso traria. Reincarnation foi lançado no Japão para dispositivos Android e iOS em 21 de fevereiro de 2021. Sua estreia foi celebrada com uma colaboração que disponibilizava conteúdos de Automata. Colaborações posteriores ocorreram com a remasterização do Nier original e com Drakengard 3.
O lançamento ocidental foi anunciado em setembro de 2020 junto com os pré-cadastros japoneses. A localização tinha o objetivo tanto de traduzir quanto dublar o jogo para o inglês, mas também concertar erros da versão japonesa para que o título pudesse ser lançado no ocidente em uma melhor condição. Os trabalhos de localização terminaram em meados de maio, mas alguns ajustes adicionais ocorreram depois disso. Um período de teste beta ocorreu para a versão em inglês brevemente entre os dias 26 de maio e 1º de junho. O pré-cadastro foi aberto no ocidente no final de junho e teve mais de trezentos mil interessados. Sua estreia ocorreu em 28 de julho.

## Recepção
Nier Reincarnation teve uma recepção mista para negativa por parte da crítica especializada. No agregador de resenhas Metacritic, a verão para iOS tem um índice de aprovação de 58/100 a partir de oito críticas publicadas. Nicholas Mercurio da Eurogamer.it afirmou que apesar do título ser algo "experimental", sua narrativa, atmosfera e o fato de ser gratuito fazia valer a pena jogá-lo. Kazuma Hashimoto da Siliconera escreveu que Reincarnation "mostra o futuro do que jogos móveis podem alcançar", mas que isso era "minado pelo sistema sobre o qual funciona". Alana Hagues do RPG Fan disse que o jogo era uma mistura da narrativa e atmosfera bem executadas da série Nier com coisas desprezíveis como uma monetização injusta. O jornal Metro colocou que era possível "você gostar apenas por seu enredo e personagens, mas não é um jogo no sentido convencional" por seus defeitos de jogabilidade.
A narrativa e atmosfera foram muito elogiadas. Hagues elogiou a melancolia que a história invocava e afirmou que a "atmosfera é perfeita" e o enredo muito bem apresentado, mas também disse que se sentiu mais interessada nas histórias paralelas do que na principal. A Metro afirmou que o "sentimento de desolação [...] e contos melancólicos de amor, perda e vingança" faziam Reincarnation se encaixar muito bem junto com os outros jogos Nier, mesmo sendo um título para dispositivos móveis. Hashimoto também comentou que a narrativa se encaixava bem com os outros Nier e Drakengard, elogiando as histórias e temas apresentados como muito bem amarrados. Mercurio, por sua vez, achou que a narrativa era "viciante", profunda e contada com muita atenção e carinho, definindo também a atmosfera como "incrível".